# Llista d'alcaldes de Parets del Vallès
Relació històrica d'alcaldes de Parets del Vallès fins a l'actualitat:
Llista d'alcaldes de Parets del Vallès:
| # | Alcalde | Alcalde                      | Inici mandat           | Fi de mandat           | Partit polític | Partit polític                       |
| - | ------- | ---------------------------- | ---------------------- | ---------------------- | -------------- | ------------------------------------ |
|   |         | Llorenç Armadans i Farrés    | 5 de novembre de 1849  | 1852                   |                |                                      |
|   |         | Bartomeu Serra i Ganduxer    | 1852                   | 1854                   |                |                                      |
|   |         | Martí Banús i Riera          | 1854                   | 1857                   |                |                                      |
|   |         | Francesc Fontcuberta i Banús | 1857                   | 1859                   |                |                                      |
|   |         | Joan Cot i Falguera          | 1859                   | 1861                   |                |                                      |
|   |         | Bartomeu Butjosa i Torras    | 1861                   | 1863                   |                |                                      |
|   |         | Pere Guasch i Vila           | 1867                   | 1868                   |                |                                      |
|   |         | Josep Butjosa i Arimon       | 1879                   | 1879                   |                |                                      |
|   |         | Enric Mumbrú i Padrós        | 10 de juliol de 1895   | 1 de gener de 1902     |                |                                      |
|   |         | Antoni Farrés i Bruné        | 1 de gener de 1902     | 1 de gener de 1904     |                | Lliga Regionalista                   |
|   |         | Josep Molins i Roca          | 1 de gener de 1904     | 1 de juliol de 1909    |                |                                      |
|   |         | Bartomeu Butjosa i Butjosa   | 1 de juliol de 1909    | 1 de gener de 1910     |                |                                      |
|   |         | Martí Mas i Fau              | 1 de gener de 1910     | 1 de gener de 1914     |                |                                      |
|   |         | Sebastià Pous i Butjosa      | 1 de gener de 1914     | 1 de gener de 1916     |                |                                      |
|   |         | Sever Ninou i Farrés         | 1 de gener de 1916     | 1 de gener de 1918     |                |                                      |
|   |         | Jaume Rocabert i Ramon       | 1 de gener de 1918     | 1 d'abril de 1920      |                | Lliga Regionalista                   |
|   |         | Joan Serrajordi i Ventura    | 1 d'abril de 1920      | 1 d'abril de 1922      |                |                                      |
|   |         | Cristòfol Ferret i Albà      | 1 d'abril de 1922      | 1 d'abril de 1923      |                |                                      |
|   |         | Josep Planas i Clavé         | 1 d'abril de 1923      | 24 de gener de 1926    |                | Dictadura de Primo de Rivera         |
|   |         | Cristòfol Ferret i Albà      | 24 de gener de 1926    | 26 de febrer de 1930   |                | Dictadura de Primo de Rivera         |
|   |         | Josep Molins i Roca          | 26 de febrer de 1930   | 15 d'abril de 1931     |                | Dictadura de Primo de Rivera         |
|   |         | Manuel Guasch i Cortés       | 15 d'abril de 1931     | 13 de gener de 1932    |                | Esquerra Republicana de Catalunya    |
|   |         | Esteve Tintó i Soley         | 13 de gener de 1932    | 25 de maig de 1933     |                |                                      |
|   |         | Antoni Arimon i Farrés       | 25 de maig de 1933     | 1 de febrer de 1934    |                | Esquerra Republicana de Catalunya    |
|   |         | Joan Molins i Aguilà         | 1 de febrer de 1934    | 22 d'octubre de 1934   |                | Unió Ciutadana (Lliga Regionalista)  |
|   |         | Pere Aguilà i Sors           | 22 d'octubre de 1934   | 3 de maig de 1935      |                |                                      |
|   |         | Joan Molins i Aguilà         | 3 de maig de 1935      | 21 de juliol de 1936   |                | Unió Ciutadana (Lliga Regionalista)  |
|   |         | Joan Brunat i Escona         | 16 d'agost de 1936     | 21 d'octubre de 1936   |                | Esquerra Republicana de Catalunya    |
|   |         | Amadeu Pagès i Xartó         | 21 d'octubre de 1936   | 30 d'octubre de 1937   |                | Confederació Nacional del Treball    |
|   |         | Antoni Arimon i Farrés       | 30 de novembre de 1937 | 7 d'octubre de 1938    |                | Esquerra Republicana de Catalunya    |
|   |         | Esteve Vila i Padró          | 18 de febrer de 1939   | 7 d'agost de 1940      |                | Dictadura Franquista                 |
|   |         | Ramon Casals i Basart        | 7 d'agost de 1940      | 13 de febrer de 1943   |                | Dictadura Franquista                 |
|   |         | Eduard Manau i Diví          | 13 de febrer de 1943   | 1 de maig de 1944      |                | Dictadura Franquista                 |
|   |         | Francesc Gorina i Graells    | 1 de maig de 1944      | 11 de juliol de 1952   |                | Dictadura Franquista                 |
|   |         | Joan Anfruns i Duran         | 11 de juliol de 1952   | 18 de setembre de 1957 |                | Dictadura Franquista                 |
|   |         | Joan Codina i Piferrer       | 18 de setembre de 1957 | 5 de maig de 1962      |                | Dictadura Franquista                 |
|   |         | Joaquim Isern i Fabra        | 5 de maig de 1962      | 15 d'abril de 1966     |                | Dictadura Franquista                 |
|   |         | Eduard Cisa i Masachs        | 15 d'abril de 1966     | 23 de març de 1972     |                | Dictadura Franquista                 |
|   |         | Mateu Grau i Guasch          | 23 de març de 1972     | 18 de febrer de 1979   |                | Dictadura Franquista                 |
|   |         | Francesc Tintó i Ribas       | 18 de febrer de 1979   | 19 d'abril de 1979     |                | Dictadura Franquista                 |
|   |         | Rosa Martí i Conill          | 19 d'abril de 1979     | 25 de maig de 1991     |                | Partit dels Socialistes de Catalunya |
|   |         | Joan Seguer i Tomàs          | 15 de juny de 1991     | 21 de maig de 2011     |                | Partit dels Socialistes de Catalunya |
|   |         | Sergi Mingote Moreno         | 11 de juny de 2011     | 9 de maig de 2018      |                | Partit dels Socialistes de Catalunya |
|   |         | Francesc Juzgado i Mollá     | 25 de maig de 2018     | 15 de juny de 2019     |                | Partit dels Socialistes de Catalunya |
|   |         | Jordi Seguer i Romero        | 15 de juny de 2019     | 27 de gener de 2021    |                | Esquerra Republicana de Catalunya    |